# Ravenna
Ravenna sau Ravena este un oraș cu 140.000 locuitori, capitală a provinciei cu același nume în regiunea Emilia-Romagna din Italia. Orașul a fost capitala unui exarhat bizantin.

## Istorie

### Perioada antică
Ravenna a fost inițial o așezare etruscă, apoi umbră. Romanii au colonizat întreaga vale a Padului în Secolul al II-lea î.Hr..
În secolul I, pe locul unei așezări mai vechi de pe timpul împăratului Cezar August, este construit portul Classis, în jurul căruia se dezvoltă orașul roman. Zona de coastă a mării s-a deplasat treptat spre est, din cauza depunerilor de aluviuni și a nisipului adus de râu. Istoricul bizantin Iordanes a remarcat în secolul al VI-lea că pe locul portului Classis, a văzut nu catarge, ci livezi de meri.
Odată cu divizarea Imperiului Roman în anul 395, împărat al Imperiului Roman de Apus, cu capitala la Milano, devine Honorius. În 402, după asedierea Milanului de către vizigoții lui Alaric, Honorius strămută capitala Imperiului la Ravenna, el și sora lui, Galla Placidia, alegându-și orașul drept reședință permanentă. În Ravenna, au fost ridicate primele clădiri creștine. Din acest moment Ravenna a devenit un important centru economic, politic și cultural.
În anii 450-470 lupta pentru putere în Imperiul Roman de Apus face să se succeadă rapid un număr de 9 împărați. Ultimul împărat, Romulus Augustulus, este detronat de Odoacru în 476. Imperiul Roman de Apus a încetat să mai existe, Odoacru conducând Italia de la Ravenna.
În 493 Odoacru este ucis de către conducătorul ostrogoților Teodoric. Împăratul Roman de Răsărit Anastasiu I îl recunoaște pe Teodoric rege al Italiei. Acesta din urmă menține capitala regatului său tot la Ravenna. După moartea lui Teodoric (526) orașul este condus de fiica acestuia Amalusanta.
În 540 Iustinian cel Mare asediază Ravenna, și Vitiges capitulează. După moartea lui Iustinian Ravenna rămâne bizantină până în Secolul al VIII-lea, fiind capitală a Exarhatului bizantin de Ravenna.
În 751 Ravenna, este cucerită de lombarzi; orașul a suferit foarte mult în urma invaziei acestora, deși a fost a doua reședință a regilor lombarzi (prima fiind Pavia). În secolele VIII-XV Ravenna a fost parte a diverselor entități statale, precum imperiul lui Carol cel Mare.

## Monumente
- Basilica di San Vitale: biserică romanică din secolul al VI-lea, cu interior în stil bizantin, cu hramul Sf. Vitalis (secolul I).
- Basilica Sant’Apollinare Nuovo: biserică romanică din secolul al VI-lea, cu interior în stil bizantin, cu mozaicuri și cu chipul lui Isus Pantocrator, dedicată Sf. Apollinaris din secolul I.

Ambele monumentele din Ravenna au fost înscrise în anul 1996 pe lista patrimoniului cultural mondial UNESCO.

## Demografie
Ravenna - evoluția demografică

|  | Graficele sunt indisponibile din cauza unor probleme tehnice. Mai multe informații se găsesc la Phabricator și la wiki-ul MediaWiki. |

Date: Recensăminte sau birourile de statistică - grafică realizată de Wikipedia

## Personalități născute aici
- Valentinian al III-lea (419 - 455), împărat al Imperiului Roman de Apus
- Romulus Augustulus (463-511), ultimul împărat al Imperiului Roman de Apus
- Sfântul Romuald (951-1027), călugăr
- Petru Damiani (1007 - 1072), episcop, cardinal
- Francesca da Rimini (1259 - 1285), personaj din Divina Comedie
- Andrea Mandorlini (n. 1960), fotbalist
- Amedeo Umberto Rita Sebastiani (cunoscut ca Amadeus, n. 1962), moderator de televiziune